# Epapterus blohmi
Epapterus blohmi är en fiskart som beskrevs av Vari, Jewett, Taphorn och Gilbert, 1984. Epapterus blohmi ingår i släktet Epapterus och familjen Auchenipteridae. Inga underarter finns listade i Catalogue of Life.